# Qilianshanite
La qilianshanite è un minerale.